# Kupfer(I)-sulfat
Kupfer(I)-sulfat ist eine anorganische chemische Verbindung des Kupfers aus der Gruppe der Sulfate.

## Gewinnung und Darstellung
Kupfer(I)-sulfat kann durch Reaktion von Kupfer mit Schwefelsäure bei 200 °C  gewonnen werden.
{\displaystyle \mathrm {2\ Cu+2\ H_{2}SO_{4}\longrightarrow Cu_{2}SO_{4}+2\ H_{2}O+SO_{2}} }
Kupfer(I)-sulfat lässt sich in hoher Reinheit durch Umsetzung von Kupfer(I)-oxid mit Dimethylsulfat bei 160 °C unter Argon erhalten.
{\displaystyle \mathrm {Cu_{2}O+(CH_{3})_{2}SO_{4}\longrightarrow Cu_{2}SO_{4}+(CH_{3})_{2}O} }

## Eigenschaften
Kupfer(I)-sulfat ist ein kristalliner fast weißer oder grauweißer Feststoff. Mit Wasser erfolgt Zersetzung zu Kupfer(II)-sulfat und Kupfer. Er ist beständig an trockener Luft. In feuchter Luft erfolgt langsame Zersetzung. Er ist leicht zersetzlich beim Erhitzen, wobei bei 200 °C Oxidation zu Kupfer(II)-oxid und Kupfersulfat erfolgt. Er besitzt eine orthorhombische Kristallstruktur mit der Raumgruppe Fddd (Raumgruppen-Nr. 70).